# Cerro Quebrado II
Cerro Quebrado II är en ort i Mexiko.   Den ligger i kommunen Misantla och delstaten Veracruz, i den sydöstra delen av landet, 240 km öster om huvudstaden Mexico City. Cerro Quebrado II ligger 335 meter över havet och antalet invånare är 125.
Terrängen runt Cerro Quebrado II är lite kuperad. Runt Cerro Quebrado II är det ganska tätbefolkat, med 134 invånare per kvadratkilometer. Närmaste större samhälle är Martínez de la Torre, 18,6 km nordväst om Cerro Quebrado II. Omgivningarna runt Cerro Quebrado II är en mosaik av jordbruksmark och naturlig växtlighet.